# Gary Gygax
Ernest Gary Gygax (Chicago, 27 de julho de 1938 — Lake Geneva, 4 de março de 2008) foi um escritor estadunidense e um game designer, notório por ter sido o principal autor do primeiro jogo de RPG do mundo no ano de 1974: o Dungeons and Dragons.

## Biografia
Era filho de um imigrante suíço e uma americana. É mais conhecido como o autor do primeiro jogo de RPG sobre fantasia medieval Dungeons & Dragons (D&D), co-autorado com Dave Arneson e co-publicado com Don Kaye em 1974 pela empresa TSR, Inc., nos Estados Unidos. Sua fama se espalhou entre o mundo do RPG e assim foi comum que recebesse a visita em sua casa, a cerca de 88 km ao sul de Milwaukee, no Estado de Wisconsin, de pessoas afirmando que o jogo havia as ajudado a se tornarem médicos, advogados, policiais etc. Gygax foi casado duas vezes e tinha 6 filhos. Em 2004, ele sofreu dois derrames (acidente vascular cerebral), por pouco evitou um infarto do miocárdio logo em seguida e foi então diagnosticado com aneurisma da aorta abdominal pelo qual morreu em março de 2008.